# Lophiogobius ocellicauda
Lophiogobius ocellicauda är en fiskart som beskrevs av Günther, 1873. Lophiogobius ocellicauda ingår i släktet Lophiogobius och familjen smörbultsfiskar. IUCN kategoriserar arten globalt som livskraftig. Inga underarter finns listade i Catalogue of Life.